# Taltibio

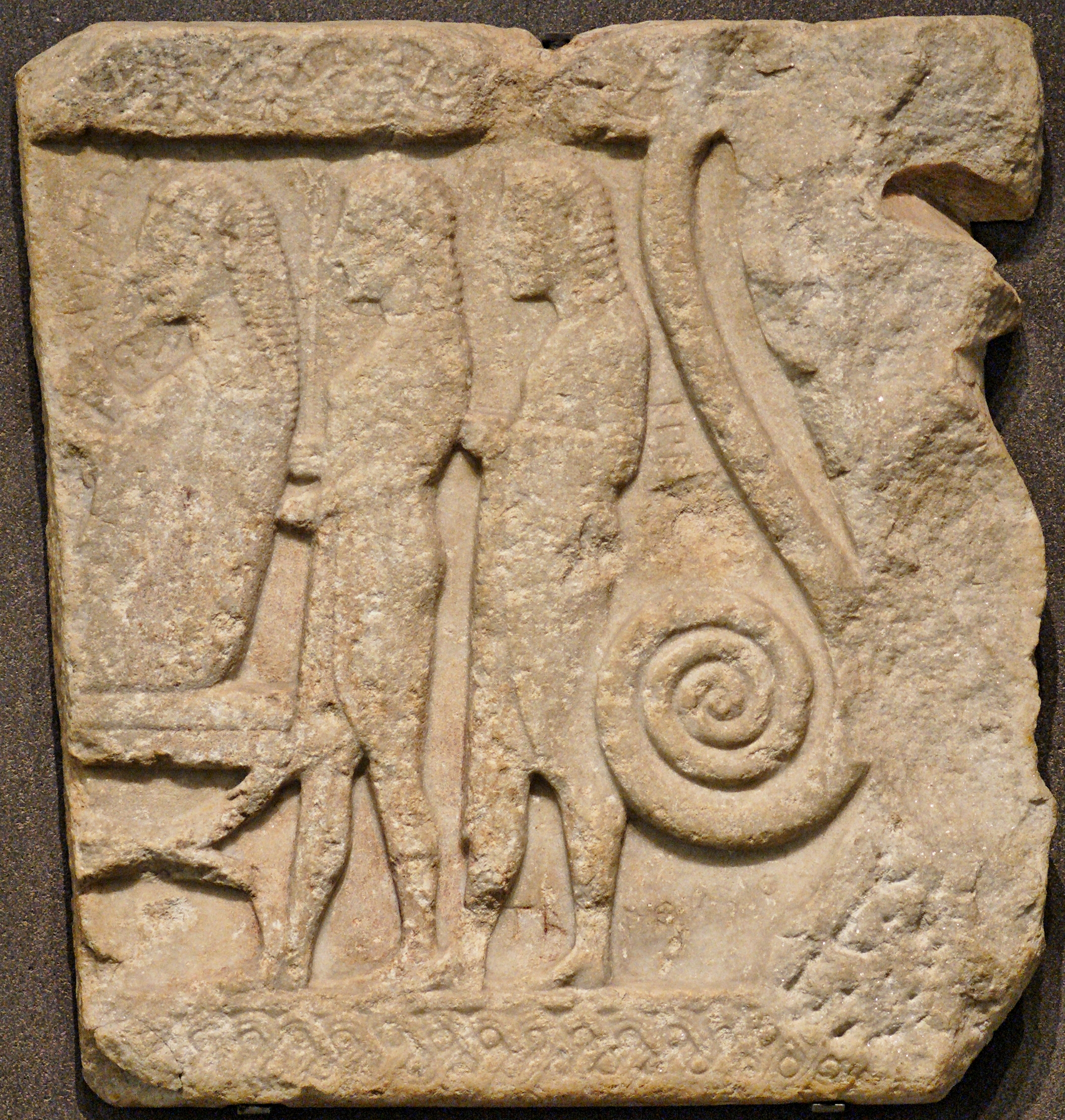
Agamennone, Taltibio ed Epeo, rappresentanti su un frammento di bassorilievo proveniente da Samotracia (VI sec. a.C.; Parigi, Musée du Louvre).

Taltibio (in greco antico: Ταλθύβιος?) è un personaggio acheo che compare in diverse opere greche oltre che nell'Iliade (libro I, verso 320; lib. III, v. 118; lib. IV, versi 192-193; lib. VII, v. 276; lib. XIX, vv. 196-250-267; lib. XXIII, v. 897).
Taltibio ed Euribate, messaggeri e araldi di Agamennone, furono inviati dallo stesso Agamennone alla tenda di Achille per prendere e portargli Briseide. Si racconta anche che Taltibio aveva accompagnato Ifigenia ad Aulide, per il sacrificio, e che aveva partecipato all'ambasciata presso Cinira.
Taltibio è anche un personaggio delle tragedie Ecuba e Le Troiane di Euripide.
()